# ユージェネ
『ユージェネ』（YOU GENERATION）は、コロプラより配信されたスマートフォン用ゲームアプリ。2021年4月21日サービス開始。同年6月16日にMeta Quest(旧Oculus Quest)よりVR Live版がサービス開始。内容はライブとゲームを融合させたLPG（Live Playing Game）。公式ハッシュタグは「#る（つながる）」。基本プレイ無料（アイテム課金制）。
2022年6月1日にメジャーアップデートを実施し『ユージェネライブ』へリニューアルされた。ジャンルも「ライブ配信特化型アプリ」へ変更されている。
2022年12月1日をもってサービスを終了した。